# سان-أندريه-دو-كورسي
سان-أندريه-دو-كورسي (بالفرنسية: Saint-André-de-Corcy)‏ هي بلدية فرنسية تقع في إقليم الآن. رمز إنسي لها هو:1333. أما الرمز البريدي لها فهو: 1390.